# St John’s Wood Art School
Die St John’s Wood Art School (kurz auch als The Wood bezeichnet) war ein Kunstschule in St John’s Wood im Norden von London.
Die Schule wurde im Jahre 1878 von den beiden Kunstlehrern Elíseo Abelardo Alvarez Calderón (1847–1911) und Bernard E. Ward in London in der „7, Elm Tree Road“ gegründet. Lewis Baumer, Cadogan Cowper und Byam Shaw gehörten zu ihren ersten Studenten. Zu den späteren Schülern zählten John Armstrong, Michael Ayrton, Enid Glocke, Frank Beresford, Paula Modersohn-Becker, Kenneth Martin, John Minton, Olive Mudie-Cooke, Ursula Wood, Herbert James Draper, Flora Lion, Hannah Gluckstein und Christopher R. W. Nevinson. Weitere Lehrer waren zeitweise Vanessa Bell, John Piper und John Skeaping.
Die Schließung erfolgte im Jahr 1951.